# Bohumil Polan
Bohumil Polan (18. listopadu 1887, Plzeň – 25. července 1971, Plzeň) byl český knihovník, básník, esejista, divadelní a literární kritik, vedoucí knihovník Knihovny města Plzně.

## Život
Vlastním jménem se jmenoval Bohumil Čuřín. Vyrůstal v prostředí věznice v Plzni na Borech, kde jeho otec pracoval jako dozorce a později jako vedoucí obuvnické dílny. V letech 1898–1905 studoval na plzeňském reálném gymnáziu. Po maturitě v roce 1906 nastoupil jako dobrovolník jednoletou vojenskou službu u 35. pěšího pluku. Po návratu z vojny se stal pomocným úředníkem právního oddělení městského stavebního úřadu, kde pracoval, s přerušením ve válečných letech, až do roku1920. První světovou válku prožil na frontě v Haliči, Uhrách a v Čechách. Po válce v roce 1920 se stal žákem jednoleté Státní knihovnické školy, kterou ukončil závěrečnou zkouškou s vyznamenáním. Od roku 1921 pracoval v Městské veřejné knihovně v Plzni (nyní Knihovna města Plzně), v roce 1927 se stal jejím vedoucím a vedl ji do roku 1947, kdy odešel do důchodu.
Polan byl za svoji celoživotní práci několikrát oceněn. V roce 1962 získal státní vyznamenání Za vynikající práci a v roce 1967 se stal čestným občanem města Plzně.
Polanův čestný hrob najdeme na plzeňském Ústředním hřbitově, kolumbárium E3/1234.
Středisko západočeských spisovatelů každoročně vyhlašuje literární Cenu Bohumila Polana.

## Odborná činnost

### Básník
První verše vydal pod pseudonymem B. J. Mára již v roce 1905 v časopise Práce, redigovaném Fráňou Šrámkem. Ve dvacátých letech se Polan jako básník odmlčel. Až v roce 1927 vydal výbor svých básní Koncert na lesní roh. Zde je uvedena i báseň Hráč, tu věnoval památce svého bratra, který padl ve válce na východní frontě. Původně byla otištěna v Lumíru 1917. 

### Literární kritik
Celoživotní literárněkritické dílo je rozsáhlé. Bibliografický přehled zahrnuje 531 položek. Polan byl vnímavý a bystrý pozorovatel, psal články, kritiky a referáty do Pokrokové revue, Nových Čech, plzeňského Pramene (kde působil jako redaktor), Cesty, plzeňské Nové doby, Činu, Kritického měsíčníku, Plzeňské pravdy, Literárních novin, Nového života a Plamene. Napsal celou řadu úvodů, předmluv a doslovů ke knihám, uspořádal několik básnických sbírek. Jeho práce recenzní vyšly pod souborným názvem Život a slovo (1964) a Místo v tvorbě (1965).

### Divadelní kritik
Divadelním kritikem se Polan stal na podnět Karla Huga Hilara. Byl referentem Nové doby. Jeho práce byly velkým přínosem pro historii plzeňského divadelnictví. V roce 1952 napsal stať Nástin padesátileté historie činohry v Plzni. Také se mu podařilo zachytit cenné poznatky o Vendelínu Budilovi, Václavu Vydrovi, Bedřichu Karenovi, Otýlii Beníškové. Jeho divadelní referáty jsou dokladem působení Loutkového divadla Feriálních osad, s kterým je spojeno vytvoření loutek Spejbla a Hurvínka za působení Josefa Skupy i začátky jeho žáka Jiřího Trnky.
Jeho soudy byly obecně respektovány a o jeho příspěvky byl zájem v celostátních časopisech.

### Umělecký kritik
Za zmínku stojí i Polanovi práce v oboru výtvarné kritiky, na ně ho připravily studijní pobyty v roce 1923 v Mnichově a v roce 1926 v Paříži. Pravidelně informoval o plzeňských výstavách a napsal několik samostatných studií o místních malířích - Janu Konůpkovi, Josefu Hodkovi, Bohumilu Krsovi, Aloisu Moravcovi.

### Knihovník
V roce 1921 se stal knihovníkem v Městské knihovně v Plzni.
Prvním úkolem bylo plzeňské knihovnictví organizačně sjednotit, což znamenalo z Městské veřejné knihovny vytvořit ústřednu, jejíž správě budou podřízeny ostatní pobočky. Vedením ústředny byl pověřen dosavadní městský knihovník František Malý. Ze spolkových knihoven se podařilo převzít jen Dětskou knihovnu a knihovny Občanských besed na předměstích.
Druhým podstatně obtížnějším úkolem bylo administrativně sjednotit všechny knihovny pod jednotnou správu a zavést jednotný systém odborné práce podle nových pravidel. "Vrchnímu oficiálu Bohumilu Čuřínovi" byla svěřena Městská knihovna v okrese V, Husova dětská knihovna, dále měl vykonávat katalogizaci a třídit knihy pro všechny knihovny a zastupovat knihovnu v knihovní radě menšinové, kde měl poradní hlas. Celé dva roky usilovné práce trvalo, než byly zpracovány inventární seznamy a byl vybudován jednotně vedený depozitář v Městské knihovně. Odtud se knihy dodávaly do poboček podle potřeb čtenářů.
Třetím úkolem, na kterém Polanovi nejvíce záleželo, bylo vytvořit takovou organizací, která by umožňovala přístup čtenářům ke knihám, zejména ke kvalitní četbě. Své záměry začal realizovat nejprve v oddělení naučných knih. Bylo nutné posoudit jejich obsah a zatřídit je do nového systému třídění podle vědních oborů. To znamenalo založit systém katalogů, které byly tehdy považovány za hlavní nástroj k informování čtenářů. První vznikly místní věcné katalogy, které třídily literaturu podle obsahu, předmětu nebo oboru pojednání. Později vznikly místní katalogy pro krásnou literaturu. Zároveň probíhaly práce v Husově knihovně pro mládež a v časopiseckém oddělení. V této době také Polan zahájil práce na přípravě tištěného jmenného seznamu městské knihovny, ale vzhledem k nedostatku finančních prostředků byl vytištěn až o deset let později v roce 1931.Promyšlená knihovnická práce měla okamžitý ohlas, došlo k více než dvojnásobnému zvýšení počtu výpůjček.
V roce 1927 nahradil ve vedení knihovny Františka Malého. Společně se svým spolupracovníkem Miloslavem Nohejlem budovali knihovnu jako kulturní ústav s nejširším kulturním a vzdělávacím posláním.
Polan měl touhu svoji práci dělat co nejlépe a potřeboval k tomu diskutovat o problémech knihovny. V diskuzích upřesňoval své názory na odborné problémy a navrhoval jejich řešení. I proto začal pracovat ve Spolku československých knihovníků a jejich přátel a v redakci Časopisu československých knihovníků. Společně s Jiřím Mahenem se snažili změnit postoj městských i státních úředníků k veřejným knihovnám, usilovali vydobýt pro ně uznání jejich poslání a k tomu i dostatek finančních prostředků.
Polanovu knihovnickou činnost doplňuje i činnost přednášková. Přednášel na státním knihovnickém kurzu v Lounech, Mělníce, Táboře i v Plzni.
V publikační činnosti si kromě otázek uměleckých všímá i poměrů vydavatelských.
Polanův podíl na vybudování moderní veřejné knihovny je naprosto zásadní. Se svými spolupracovníky stvořil srdce knihovny - soustavu katalogů, pomůcku přístupu ke knihovnímu fondu. Byla promyšlena do nejmenších podrobností.
Polan byl skromný, byl také velmi pečlivý a jeho hlavním zájmen byl čtenář a jeho četba.

## Pamětní deska
Deska byla odhalena 14. listopadu 2007 u příležitosti 120. výročí narození Polana a je umístěna na budově Studijní a vědecké knihovny Plzeňského kraje.Je z dílny Jaroslava Veseláka, odlita z bronzu.

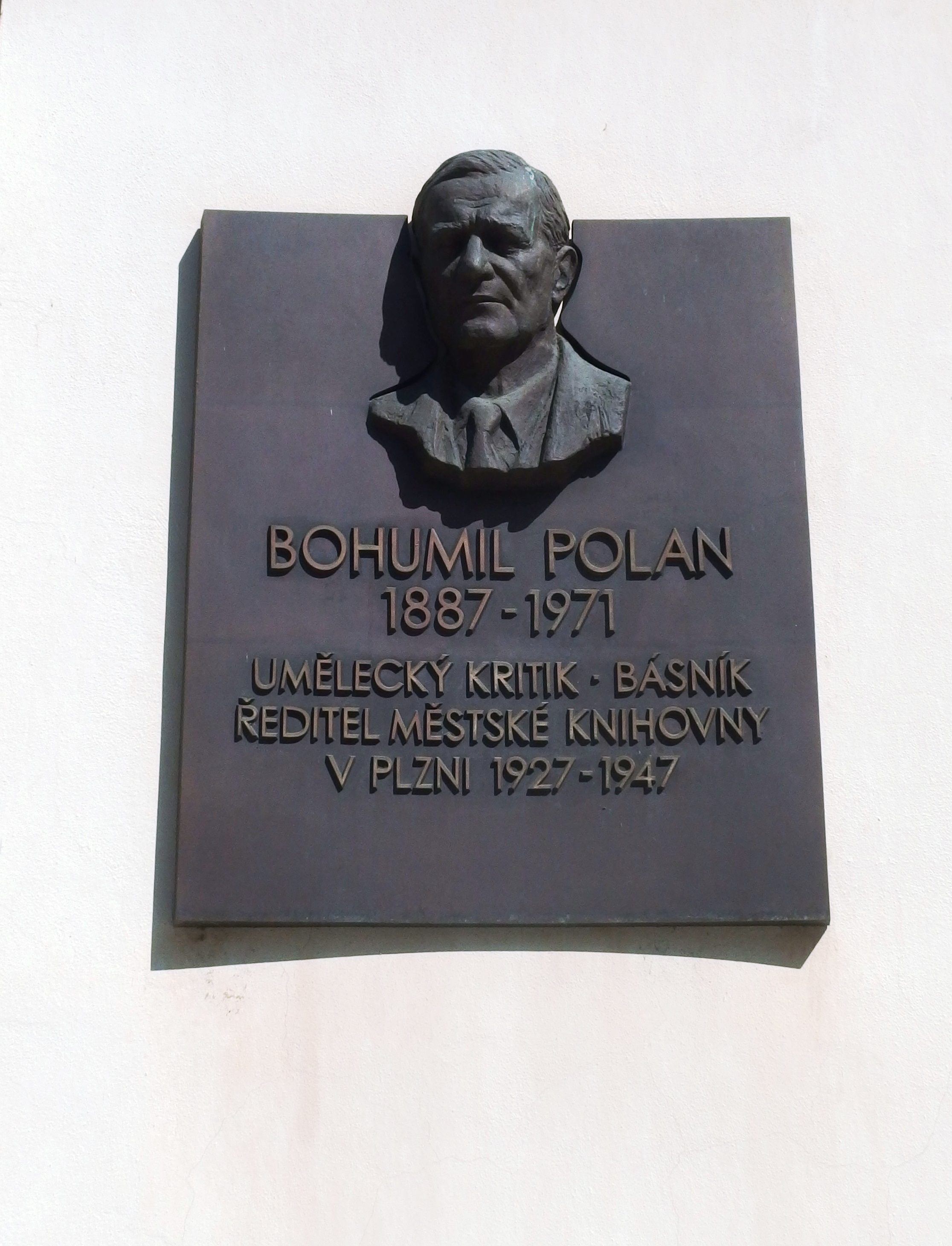
Pamětní deska

Nápis na desce: BOHUMIL POLAN / 1887 - 1971 / UMĚLECKÝ KRITIK · BÁSNÍK / ŘEDITEL MĚSTSKÉ KNIHOVNY / V PLZNI 1927 - 1947

## Dílo

### Poezie a práce o literatuře, divadle a výtvarném umění
- Se Stanislavem K. Neumannem (studie, 1919)
- Koncert na lesní roh (BB 1927)
- Básníkův stín (studie o K. Tomanovi, bibliof., 1930)
- Fráňa Šrámek, básník mládí a domova (studie, 1947)
- Josef Hodek, malíř a grafik (monografie, 1947, s Bedřichem Benešem Buchlovanem)
- Básník Karel Toman (studie, 1957)

### Výbory
- Život a slovo (literární kritiky, 1964, ed. J. Brabec)
- Místo v tvorbě (divadelní a výtvarné kritiky, 1965, ed. V. Štěpánek)

### Ostatní práce
- Plzeňské průhledy (region. tisk, b. d., 1948)
- Karel Klostermann: K 100. výročí narozenin a 25. výročí smrti (vzpomínkový tisk, 1948)
- Nad literárním odkazem Karla Klostermanna: přehled českého díla Karla Klostermanna (vzpomínkový tisk, 1948)

### Korespondence
- Z listáře B. P. (1998, ed. Bronislav Losenický a Viktor Viktora)

### Příspěvky ve sbornících
- Plzeň a Plzeňsko v minulosti a přítomnosti (1925)
- Krsovi k padesátinám (1940)
- Československo (1946)
- Václav Vydra, národní umělec (1946)
- Karen, hrdina jeviště zjitřeného válkami (1947)
- Účtování a výhledy (1948)

### Uspořádal a vydal
- S. K. Neumann: A hrdý buď (1949)
- J. V. Sládek: Orel i skřivánek (1952)
- Hlas domova (1958)
- Setba (sbírka prací začínajících autorů z Plzeňska, 1955, s K. J. Benešem)
- F. Šrámek: Hudba nad splavem (1956)
- V. Hálek: Poldík rumař a jiné povídky (1957)
- Vítězslav Hálek dětem (výbor, 1959)
- K. Vokáč: Básně (1957)
- Vyrostlo z pomezí (1962, s V. Jílkem)
- S. Vejvoda: Deset ve smutku (výbor BB, 1967)

### Katalogy k výstavám
- Vendelín Budil (1947)

- Hugo Boettinger (1948)
- Josef Hodek (1953)
- Alois Moravec (1959)
- Bohumil Krs (1960)
- Jiří Trnka (1962) [3]